# Giro delle Fiandre 2003
Il Giro delle Fiandre 2003, ottantasettesima edizione della corsa e valido come secondo evento della Coppa del mondo di ciclismo su strada 2003, fu disputato il 6 aprile 2003, per un percorso totale di 254 km. Fu vinto dal belga Peter Van Petegem, al traguardo con il tempo di 6h18'48" alla media di 40.232 km/h.
Partenza a Bruges con 194 corridori di cui 94 portarono a termine il percorso.

## Squadre partecipanti
| N.      | Cod. | Squadra                            |
| ------- | ---- | ---------------------------------- |
| 1-8     | CSC  | Team CSC                           |
| 11-18   | SAE  | Saeco-Longoni Sport                |
| 21-28   | FAS  | Fassa Bortolo                      |
| 31-38   | FDJ  | fdjeux.com                         |
| 41-48   | RAB  | Rabobank                           |
| 51-58   | QSD  | Quick Step-Davitamon               |
| 61-68   | LAM  | Lampre                             |
| 71-78   | ALS  | Alessio                            |
| 81-88   | VIN  | Vini Caldirola-Sidermec-Saunier D. |
| 91-98   | DVE  | Domina Vacanze-Elitron             |
| 101-108 | PHO  | Phonak Hearing Systems             |
| 111-118 | LOT  | Lotto-Domo                         |
| 121-128 | LAN  | Landbouwkrediet-Colnago            |

| N.      | Cod. | Squadra                           |
| ------- | ---- | --------------------------------- |
| 131-138 | PAL  | Palmans-Collstrop                 |
| 141-148 | COF  | Cofidis, le Crédit par Téléphone  |
| 151-158 | C.A  | Crédit Agricole                   |
| 161-168 | TEL  | Team Telekom                      |
| 171-178 | GST  | Gerolsteiner                      |
| 181-188 | COA  | Team Coast                        |
| 191-198 | USP  | US Postal Service p/b Berry Floor |
| 201-208 | BAN  | iBanesto.com                      |
| 211-218 | ONE  | ONCE-Eroski                       |
| 221-228 | BCT  | Bankgiroloterij                   |
| 231-238 | VLA  | Vlaanderen-T Interim              |
| 241-248 | MAR  | Marlux-Wincor Nixdorf             |

## Resoconto degli eventi
A 30 chilometri dalla fine la svolta decisiva per la classifica finale, con 11 atleti che riuscirono a fare il vuoto dietro di loro, arrivando ad un vantaggio di circa 2 minuti dagli inseguitori.
Sul Muro di Grammont penultima asperità della corsa, riuscirono a scattare dal gruppetto di testa Peter Van Petegem e Frank Vandenbroucke che insieme arrivarono al traguardo per contendersi allo sprint la vittoria. Tale scatto risultò incolmabile per gli altri nove compagni di fuga che arrivarono insieme alla volata finale regolata dall'australiano Stuart O'Grady per il terzo gradino del podio.

## Ordine d'arrivo (Top 10)
| Pos. | Corridore           | Squadra     | Tempo    |
| ---- | ------------------- | ----------- | -------- |
| 1    | Peter Van Petegem   | Lotto-Domo  | 6h18'48" |
| 2    | Frank Vandenbroucke | Quick Step  | a 2"     |
| 3    | Stuart O'Grady      | Crédit Agr. | a 19"    |
| 4    | Fabio Baldato       | Alessio     | s.t.     |
| 5    | Nico Mattan         | Cofidis     | s.t.     |
| 6    | Frédéric Guesdon    | Fdjeux.com  | s.t.     |
| 7    | Sergej Ivanov       | Fassa B.    | s.t.     |
| 8    | Vjačeslav Ekimov    | US Postal   | s.t.     |
| 9    | Michael Boogerd     | Rabobank    | s.t.     |
| 10   | Dave Bruylandts     | Vlaanderen  | s.t.     |